# Dominic West
Dominic West (født 15. oktober 1969) er en engelsk skuespiller og instruktør. Han er kendt for sin rolle som Jimmy McNulty i tv-serien The Wire og Noah Solloway i tv-serien The Affair.
I 2017 var han med i filmen The Square af Ruben Östlund, der vandt De Gyldne Palmer ved filmfestivalen i Cannes.

## Filmografi

### Film
| År   | Titel                                     | Rolle                         | Noter      |
| ---- | ----------------------------------------- | ----------------------------- | ---------- |
| 1991 | 3 Joes                                    | Joe Smoker                    | Short film |
| 1995 | Richard III                               | Henry, Earl of Richmond       |            |
| 1996 | True Blue                                 | Donald Macdonald              |            |
| 1996 | Surviving Picasso                         | Paulo Picasso                 |            |
| 1996 | E=mc2                                     | Spike                         |            |
| 1997 | The Gambler                               | Alexei                        |            |
| 1997 | Diana & Me                                | Rob Naylor                    |            |
| 1997 | Spice World                               | Photographer                  |            |
| 1999 | A Midsummer Night's Dream                 | Lysander                      |            |
| 1999 | Star Wars: Episode I – The Phantom Menace | Jerus Jannick                 |            |
| 2000 | 28 Days                                   | Jasper                        |            |
| 2001 | Rock Star                                 | Kirk Cuddy                    |            |
| 2002 | Ten Minutes Older                         | Young Man                     |            |
| 2002 | Chicago                                   | Fred Casely                   |            |
| 2003 | Mona Lisa Smile                           | Bill Dunbar                   |            |
| 2004 | The Forgotten                             | Ash Correll                   |            |
| 2006 | Stingray                                  | Luther                        | Short film |
| 2006 | 300                                       | Theron                        |            |
| 2007 | Hannibal Rising                           | Inspector Popil               |            |
| 2008 | Hold On                                   | Delivery Man                  | Short film |
| 2008 | Punisher: War Zone                        | Billy Russotti / Jigsaw       |            |
| 2010 | Centurion                                 | General Titus Flavius Virilus |            |
| 2010 | Jackboots on Whitehall                    | Billy Fiske                   | Voice      |
| 2010 | Words of the Blitz                        | Sir John Colville             |            |
| 2010 | From Time to Time                         | Caxton                        |            |
| 2011 | Johnny English Reborn                     | Simon Ambrose                 |            |
| 2011 | Arthur Christmas                          | Lead Elf                      | Voice      |
| 2011 | The Awakening                             | Robert Mallory                |            |
| 2012 | John Carter                               | Sab Than                      |            |
| 2013 | The Girl with the Mechanical Maiden       | Inventor                      | Short film |
| 2013 | Boy Cried Wolf                            | Hughie                        | Short film |
| 2014 | Pride                                     | Jonathan Blake                |            |
| 2014 | Testament of Youth                        | Mr Brittain                   |            |
| 2016 | Genius                                    | Ernest Hemingway              |            |
| 2016 | Money Monster                             | Walt Camby                    |            |
| 2016 | Finding Dory                              | Rudder                        | Voice      |
| 2017 | The Square                                | Julian Gijoni                 |            |
| 2018 | Colette                                   | Henry Gauthier-Villars        |            |
| 2018 | Tomb Raider                               | Lord Richard Croft            |            |
| 2022 | Downton Abbey: A New Era                  | Guy Dexter                    |            |
| 2025 | Untitled Downton Abbey: A New Era sequel  | Guy Dexter                    | Filming    |

### Tv
| År           | Titel                   | Rolle                            | Noter                                 |
| ------------ | ----------------------- | -------------------------------- | ------------------------------------- |
| 1998         | Out of Hours            | Dr. Paul Featherstone            | 6 episodes                            |
| 1999         | A Christmas Carol       | Fred                             | Television film                       |
| 2001         | Nicholas Nickleby       | Sir Mulberry Hawk                | Television film                       |
| 2002–2008    | The Wire                | Detective Jimmy McNulty          | 56 episodes                           |
| 2006         | The Catherine Tate Show | Actor                            | Episode: "#3.5"                       |
| 2008         | The Devil's Whore       | Oliver Cromwell                  | 4 episodes                            |
| 2009         | Breaking the Mould      | Howard Florey                    | Television film                       |
| 2011         | Appropriate Adult       | Fred West                        | 2 episodes                            |
| 2011–2012    | The Hour                | Hector Madden                    | 12 episodes                           |
| 2013         | Burton & Taylor         | Richard Burton                   | Television film                       |
| 2014–2019    | The Affair              | Noah Solloway                    | 49 episodes                           |
| 2016         | Revolting Rhymes        | Wolf / Magic Fairy / Giant       | Voices; 2 episodes                    |
| 2017         | Panorama                | Narrator                         | Voice; Episode: "Germany's New Nazis" |
| 2018–2019    | Les Misérables          | Jean Valjean                     | 6 episodes; also executive producer   |
| 2019–present | Brassic                 | Dr. Chris Cox                    | 22 episodes                           |
| 2020         | Stateless               | Gordon Masters                   | 6 episodes                            |
| 2021         | The Pursuit of Love     | Uncle Matthew                    | 3 episodes                            |
| 2022         | Ten Percent             | Himself                          | Episode #1.3                          |
| 2022–2023    | The Crown               | Charles 3. af Storbritannien     | Main role (Seasons 5–6)               |
| 2022–present | SAS: Rogue Heroes       | Lieutenant Colonel Dudley Clarke | Main role                             |